# ITM2C
ITM2C‏ (Integral membrane protein 2C) هوَ بروتين يُشَفر بواسطة جين ITM2C في الإنسان.